# Greatest Hits I & II
Greatest Hits I & II — бокс-сет британського рок-гурту «Queen». Бокс-сет вийшов 7 листопада 1994 року в США (лейблом «Hollywood Records») і в Європі (лейблом «Parlophone Records»).
Одночасно з ним вийшла відеозбірка «Greatest Flix I & II», що була перевиданням збірок «Greatest Flix» і «Greatest Flix II» з низкою додаткових кліпів.

## Про бокс-сет
До бокс-сету увійшли збірки «Greatest Hits» і «Greatest Hits II». Збірки містять відомі хіти гурту, такі як «Somebody to Love», «You're My Best Friend» і «Another One Bites the Dust». Однак збірки не містять інших відомих пісень гурту, таких як «Sheer Heart Attack» з альбому «News of the World» або «It's Late».
На думку «BBC», перша збірка є однією з найуспішніших збірок всіх часів, продана накладом у понад 25 мільйонів примірників. Вона також охоплює перший етап творчості гурту, починаючи з пісні «Seven Seas of Rhye» (1974) і закінчуючи «Flash» (1980). Хоча, успіх другої збірки не дотягує до першої, але, безумовно, гурт проявив себе в другому етапі творчості як і раніше добре. Збірка, продана тиражем у понад 16 мільйонів копій, містить хіти гурту останніх років життя Фредді Мерк'юрі, такі як «The Show Must Go On», « Innuendo», «Hammer to Fall» і «I Want to Break Free».

## Список композицій

### Greatest Hits
| #     | Назва                                  | Автор           | Альбом               | Тривалість |
| ----- | -------------------------------------- | --------------- | -------------------- | ---------- |
| 1.    | «Bohemian Rhapsody»                    | Фредді Мерк'юрі | A Night at the Opera | 5:55       |
| 2.    | «Another One Bites the Dust»           | Джон Дікон      | The Game             | 3:36       |
| 3.    | «Killer Queen»                         | Фредді Мерк'юрі | Sheer Heart Attack   | 2:57       |
| 4.    | «Fat Bottomed Girls» (синглова версія) | Браян Мей       | Jazz                 | 4:16       |
| 5.    | «Bicycle Race»                         | Фредді Мерк'юрі | Jazz                 | 3:01       |
| 6.    | «You're My Best Friend»                | Джон Дікон      | A Night at the Opera | 2:52       |
| 7.    | «Don't Stop Me Now»                    | Фредді Мерк'юрі | Jazz                 | 3:29       |
| 8.    | «Save Me»                              | Браян Мей       | The Game             | 3:48       |
| 9.    | «Crazy Little Thing Called Love»       | Фредді Мерк'юрі | The Game             | 2:42       |
| 10.   | «Somebody to Love»                     | Фредді Мерк'юрі | A Day at the Races   | 4:56       |
| 11.   | «Now I'm Here»                         | Браян Мей       | Sheer Heart Attack   | 4:10       |
| 12.   | «Good Old-Fashioned Lover Boy»         | Фредді Мерк'юрі | A Day at the Races   | 2:54       |
| 13.   | «Play the Game»                        | Фредді Мерк'юрі | The Game             | 3:33       |
| 14.   | «Flash» (синглова версія)              | Браян Мей       | Flash Gordon         | 2:48       |
| 15.   | «Seven Seas of Rhye»                   | Фредді Мерк'юрі | Queen II             | 2:47       |
| 16.   | «We Will Rock You»                     | Браян Мей       | News of the World    | 2:01       |
| 17.   | «We Are the Champions»                 | Фредді Мерк'юрі | News of the World    | 2:59       |
| 57:20 |                                        |                 |                      |            |

### Greatest Hits II
| #     | Назва                       | Автор                   | Альбом          | Тривалість |
| ----- | --------------------------- | ----------------------- | --------------- | ---------- |
| 1.    | «A Kind of Magic»           | Роджер Тейлор           | A Kind of Magic | 4:22       |
| 2.    | «Under Pressure»            | Queen, Девід Бові       | Hot Space       | 3:56       |
| 3.    | «Radio Ga Ga»               | Роджер Тейлор           | The Works       | 5:43       |
| 4.    | «I Want It All»             | Queen (Браян Мей)       | The Miracle     | 4:01       |
| 5.    | «I Want to Break Free»      | Джон Дікон              | The Works       | 4:18       |
| 6.    | «Innuendo»                  | Queen                   | Innuendo        | 6:27       |
| 7.    | «It's a Hard Life»          | Фредді Мерк'юрі         | The Works       | 4:09       |
| 8.    | «Breakthru»                 | Queen (Мерк'юрі/Тейлор) | The Miracle     | 4:09       |
| 9.    | «Who Wants to Live Forever» | Браян Мей               | A Kind Of Magic | 4:57       |
| 10.   | «Headlong»                  | Queen (Мей)             | Innuendo        | 4:33       |
| 11.   | «The Miracle»               | Queen (Мерк'юрі)        | The Miracle     | 4:54       |
| 12.   | «I'm Going Slightly Mad»    | Queen (Мерк'юрі)        | Innuendo        | 4:07       |
| 13.   | «The Invisible Man»         | Queen (Тейлор)          | The Miracle     | 3:58       |
| 14.   | «Hammer to Fall»            | Мэй                     | The Works       | 3:40       |
| 15.   | «Friends Will Be Friends»   | Мерк'юрі, Дікон         | A Kind Of Magic | 4:08       |
| 16.   | «The Show Must Go On»       | Queen (Мей)             | Innuendo        | 4:23       |
| 17.   | «One Vision»                | Queen                   | A Kind Of Magic | 4:02       |
| 75:57 |                             |                         |                 |            |

## Чарти
| Чарти              | Позиція | Тиждень |
| ------------------ | ------- | ------- |
| Австрія            | 30      | 4       |
| Нідерланди         | 14      | 35      |
| Бельгія (Фландрія) | 36      | 8       |
| Бельгія (Валлонія) | 47      | 1       |
| Австралія          | 50      | 1       |
| Нова Зеландія      | 2       | 17      |

## Сертифікації
| Країна    | Організація | Сертифікація |
| --------- | ----------- | ------------ |
| США       | RIAA        | Золото       |
| Німеччина | BVMI        | Золото       |
| Швейцарія | IFPI        | Золото       |
| Франція   | SNEP        | Золото       |